# Куйдусун
Куйдусун (якут. Куйдуһун) — село в Оймяконском улусе Республики Саха (Якутия) России. Входит в состав Борогонского 2-го наслега.

## География
Село находится в восточной части Якутии, в пределах Куйдусунской впадины, в левобережной части долины реки Куйдусун, на расстоянии примерно 145 километров (по прямой) к югу от посёлка городского типа Усть-Нера, административного центра улуса.
Климат
Климат характеризуется как резко континентальный, с продолжительной и чрезвычайно холодной зимой. Средняя температура воздуха самого тёплого месяца (июля) составляет 8 — 19 °C; самого холодного (января) — −41 — −51 °C. Среднегодовое количество атмосферных осадков составляет 150—200 мм.
Часовой пояс
Село Куйдусун находится в часовой зоне МСК+7. Смещение применяемого времени относительно UTC составляет +10:00.

## Население
| 2002 | 2010 | 2021 |
| ---- | ---- | ---- |
| 139  | ↘121 | ↘102 |

Половой состав
По данным Всероссийской переписи населения 2010 года в гендерной структуре населения мужчины составляли 43,8 %, женщины — соответственно 56,2 %.
Национальный состав
Согласно результатам переписи 2002 года, в национальной структуре населения якуты составляли 43 %, русские — 42 %